# Samuel Alexander
Samuel Alexander, avstralsko-judovsko-angleški filozof, neorealist, * 6. januar 1859, Sydney, Avstralija (tedaj del Britanskega imperija), † 13. september 1938, Manchester, Anglija.
Alexander je bil profesor na Univerzi v Manchestru in na Univerzi v Oxfordu.

## Dela
- Prostor, čas in božanstvo
- Spinoza in lepota
- Lepota in druge oblike vrednosti